# 斯洛伐克入侵波兰
斯洛伐克入侵波兰是1939年9月納粹德國入侵波兰（波蘭戰役）後，新成立的斯洛伐克共和國参与的入侵波蘭行動，由于波军主力都在與德军交战，斯洛伐克军只遭到微弱抵抗，损失很小。
至1939年9月底，所有斯洛伐克军单位都已被撤回斯洛伐克境內。10月5日，斯洛伐克军在波普拉德举行胜利阅兵。。
斯洛伐克军共抓获1350名波兰平民。1940年2月，其中约1200人被交给德方，其余人中有一部分被交给苏方。
斯洛伐克获得了所有与波兰有争议的领土，1939年12月22日的一项斯洛伐克议会决议确认了这一事实。这一协定一直持续至1945年5月20日，之后，边境线被恢复至1920年状态。由于这场战争未经任何正式宣战程序便爆发，而且斯洛伐克方面也不再扣留有任何波兰战俘，所以波兰和斯洛伐克最后没有签订任何正式和平条约。